# Edward Stafford, II conte di Wiltshire

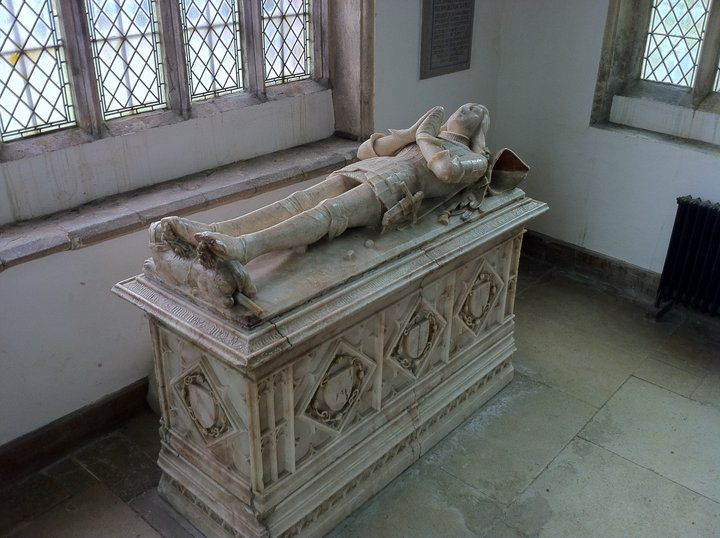
Tomba di Edward Stafford

Edward Stafford (7 aprile 1470 – Drayton, 24 marzo 1499) è stato un nobile inglese ed ebbe il titolo di conte di Wiltshire.

## Biografia
Era l'unico figlio di John Stafford, I conte di Wiltshire e della ereditiera Constance Greene, unica figlia di Henry Greene, signore di Drayton nel Northamptonshire.
Suo padre morì l'8 maggio 1473 lasciandolo all'età di tre anni conte di Wiltshire.

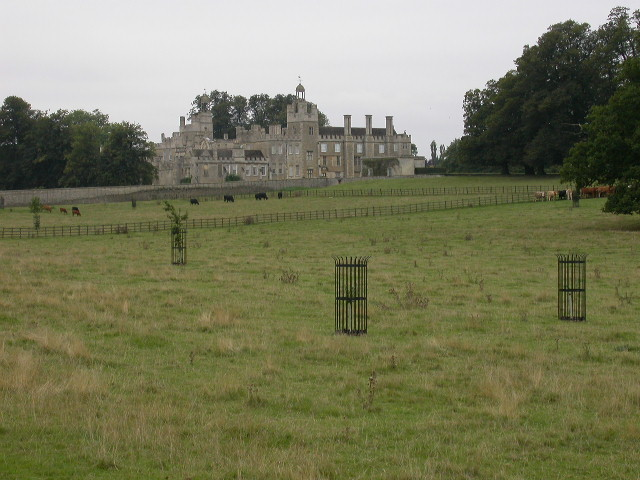
Drayton House

Venne creato cavaliere dell'ordine del bagno il 18 aprile 1475 mentre Sir Ralph Hastings fu nominato steward delle sue terre durante la sua minore età. Il governo e la tutela furono invece affidate a sua nonna Anne Neville, duchessa di Buckingham.
Il 6 luglio 1483 Stafford portò la corona della regina all'incoronazione di Riccardo III d'Inghilterra e il 24 agosto dello stesso anno fu presente alla creazione del figlio del re, Edward, come principe di Galles.
Il 30 giugno 1484, all'età di 14 anni, ebbe il permesso di entrare nel pieno possesso delle sue terre. Il 25 novembre  1487 partecipò all'incoronazione della moglie di Enrico VII Elisabetta di York.
Il 13 luglio 1494 Stafford sposò Margaret Grey, figlia di Edward Grey, visconte Lisle.
Fu tra le forze del re che combatterono contro i ribelli a Blackheath il 17 giugno 1497 e l'11 settembre 1498 intrattenne il re a Drayton.
Stafford morì a Drayton il 24 marzo 1499 all'età di 28 anni e fu sepolto a Lowick.
Non avendo eredi la contea si estinse per venir poi ricreata nel 1510 per suo cugino Henry Stafford, I conte di Wiltshire.